# Liste der Kulturdenkmale auf Fehmarn
In der Liste der Kulturdenkmale auf Fehmarn sind alle Kulturdenkmale der schleswig-holsteinischen Stadt Fehmarn (Kreis Ostholstein) und ihrer Ortsteile aufgelistet (Stand: 26. Mai 2025).

## Legende
In den Spalten befinden sich folgende Informationen:
- Objekt-ID: die Nummer des Kulturdenkmales
- Lage: die Adresse des Kulturdenkmales und die geographischen Koordinaten. Kartenansicht, um Koordinaten zu setzen. In der Kartenansicht sind Kulturdenkmale ohne Koordinaten mit einem roten Marker dargestellt und können in der Karte gesetzt werden. Kulturdenkmale ohne Bild sind mit einem blauen Marker gekennzeichnet, Kulturdenkmale mit Bild mit einem grünen Marker.
- Offizielle Bezeichnung: Bezeichnung des Kulturdenkmales
- Beschreibung: die Beschreibung des Kulturdenkmales
- Bild: ein Bild des Kulturdenkmales

## Sachgesamtheiten
| Objekt-ID      | Lage | Offizielle Bezeichnung                       | Beschreibung | Bild                             |
| -------------- | --- | -------------------------------------------- | --- | -------------------------------- |
| 13208          | Am Hafen 3, 4, Am Hafen, Seestraße 24 (54° 26′ 50″ N, 11° 3′ 3″ O) | Hafen Orth                                   | Hafen Orth; 1881 in Betrieb genommen, Königliches Kreisbauamt Plön; zangenförmige Hafenanlage mit granitgepflasterter Verkehrsfläche und Gleisen, einem ehem. Bahnhofsgebäude (sog. Hafenkontor), zwei Backsteinspeichern des ausgehenden 19. Jahrhunderts und einem Wohn- und Geschäftshaus vom Beginn des 20. Jahrhunderts - Begründung: geschichtlich, künstlerisch, städtebaulich - Schutzumfang: Hafenanlage mit Granitpflaster und Gleisen, Denkmal Kaiser Wilhelm I., ehem. Bahnhofsgebäude (sog. Hafenkontor) (Am Hafen); Speicher (Am Hafen 3, Seestraße 24); Wohnhaus und Café (Am Hafen 4) | BW                               |
| 40683 Wikidata | An der Kirche 2-4, 6, An der Kirche, An der Kirche u.a. (54° 28′ 48″ N, 11° 4′ 6″ O) | Kirche St. Johannis                          | Kirche St. Johannis; 13. bis 19. Jahrhundert; kirchlicher Siedlungskern Petersdorfs mit dem kreisrunden Kirchhof um den zentralen Kirchenbau, umlaufend Lindenkranz und Granitböschungsmauer, mit dem umliegenden Straßenraum und der nördlich anschließenden Bebauung mit dem Pastorat und Kompastorat, beides Backsteinbauten aus der Mitte des 19. Jahrhunderts, ihren Nebengebäuden, den Gärten und der Einfriedung sowie mit dem nördlichen Wohnhaus, einem Putzbau des 19. Jahrhunderts, mit seiner straßenseitigen Einfriedung - Begründung: geschichtlich, künstlerisch, städtebaulich, Kulturlandschaft prägend - Schutzumfang: Kirche St. Johannis mit Ausstattung; Kirchhof mit Granitböschungsmauer, Lindenkranz, historische Grabmale; Pastorat mit Nebengebäude, Einfriedung, Pastoratsgarten (An der Kirche); Wohnhaus mit Einfriedung, Hof (An der Kirche 2-4); ehem. Kompastorat mit Nebengebäude, Einfriedung, Kompastoratsgarten (An der Kirche 6); Straßenraum (An der Kirche, Priesterstraße, Schlagsdorfer Straße) | Fotos hochladen                  |
| 51400          | Austraße 1 (54° 28′ 34″ N, 11° 3′ 21″ O) | Hof Detlef                                   | Hof Detlef; um 1800 – Ende 19. Jahrhundert; Ensemble aus Wohnhaus und zwei Scheunen mit dem Hofpflaster, giebelständige Backsteinbauten in einer Reihe mit Fassaden des Historismus, die Scheunen mit Dreiständergerüst der Zeit um 1800, Fassaden Ende 19. Jahrhundert, Krüppelwalmdächer, Wohnhaus aus dem letzten Viertel des 19. Jahrhunderts, eingeschossig mit Drempel, Satteldach - Begründung: geschichtlich, städtebaulich, Kulturlandschaft prägend - Schutzumfang: Scheune 1884, Scheune, Wohnhaus, Hofpflaster | BW                               |
| 36279 Wikidata | Breite Straße 2, 8, 10, 12, 14, 16, 18-20, 22, 26, 28, 30, 32 (54° 26′ 16″ N, 11° 11′ 53″ O) | Wohn- und Geschäftshäuser Breite Straße 2-32 | Wohn- und Geschäftshäuser Breite Straße; 17. – 20. Jahrhundert; prägende Straßenzeilenbebauung ein- bis zweigeschossiger Bauten mit harten Dächern auf tradierter Parzellenstruktur der historischen Altstadt - Begründung: geschichtlich, künstlerisch, städtebaulich - Schutzumfang: Wohn- und Geschäftshäuser (Breite Straße 2, 8, 14, 16, 22); Gasthaus mit Firsturne (Breite Straße 10); Wohnhäuser (Breite Straße 12, 26 mit Nebengebäude, 30); ehem. Wohnhaus N. Mildenstein (Breite Straße 32); Gasthaus (Breite Straße 18-20); ehem. Kapitänswohnhaus (Breite Straße 28) | weitere Fotos \| Fotos hochladen |
| 40539 Wikidata | Breite Straße (54° 26′ 9″ N, 11° 11′ 46″ O) | Kirche St. Nikolai                           | Aktualisierung vorgesehen - Begründung: geschichtlich, künstlerisch, städtebaulich, Kulturlandschaft prägend - Schutzumfang: Kirche St. Nikolai mit Ausstattung, Kirchhof, Grabmale bis 1870, Granitböschungsmauer, Lindenkranz | Fotos hochladen                  |
| 51542          | Dörpdiek 8 (54° 27′ 30″ N, 11° 2′ 28″ O) | Hofanlage Dörpdiek 8                         | Hofanlage Dörpdiek 8; 1863–1924; giebelständiges Ensemble aus Backsteinwohnhaus mit Satteldach und Großscheune aus Backstein mit Mansarddach am historischen Dorfplatz - Begründung: geschichtlich, städtebaulich, Kulturlandschaft prägend - Schutzumfang: Wohnhaus Kruse mit vier Hausbäumen, Scheune | BW                               |
| 38205          | Fehmarnsundbrücke (54° 23′ 47″ N, 11° 6′ 52″ O) | Fehmarnsund, Heinrichsruh                    | Fehmarnsundbrücke; 1959–1963; Ensemble aus der Netzwerkbogenbrücke über den Fehmarnsund und dem Sperrmittelhaus in Großenbrode - Begründung: geschichtlich, künstlerisch, städtebaulich, technisch, Kulturlandschaft prägend - Schutzumfang: Fehmarnsundbrücke (Fehmarn, Großenbrode), Sperrmittelhaus (Heinrichsruh Großenbrode) | BW                               |
| 45962          | Flügger Leuchtturm 1a, 1, 2, Flügger Leuchtturm, Strukkamp Huk (54° 24′ 34″ N, 11° 5′ 44″ O) | Leuchtturm Flügge                            | Leuchtturm Flügge; 1872–1935; der Leuchtturm Strukkamphuk, mit Brüstungsmauer und ehem. Gasgeräteschuppen, der Flügger Leuchtturm und seine umgebende Bebauung mit dem Alten Wärterwohnhaus, dem Neuen Wärterwohnhaus sowie dem ehem. Wirtschaftsgebäude im Heimatschutzstil - Begründung: geschichtlich, technisch, Kulturlandschaft prägend - Schutzumfang: Leuchtturm Flügge (Flügger Leuchtturm 1a), Neues Wärterwohnhaus (Flügger Leuchtturm 1), Altes Wärterwohnhaus (Flügger Leuchtturm 2), ehem. Wirtschaftsgebäude (Flügger Leuchtturm); Leuchtturm Strukkamphuk mit ehem. Gasgeräteschuppen, Brüstungsmauer (Strukkamp Huk) | BW                               |
| 13195 Wikidata | Dänschendorfer Straße, Am Großsoll (54° 28′ 51″ N, 11° 4′ 17″ O) | Dorfanger Petersdorf                         | Dorfanger Petersdorf; Anlage vermutlich auf mittelalterlichen „Leger“ (Dingplatz) zurückgehend, Gestaltung um 1920, nach 1945; parkartige Platzanlage mit reichem Altbaumbestand, Teich und aufwändigen Ehrenmalen - Begründung: geschichtlich, städtebaulich - Schutzumfang: Dorfanger mit Teich, Ehrenmal für die Gefallenen der beiden Weltkriege mit Eichenhain, „Kreuz des Ostens“ | BW                               |
| 40681 Wikidata | Hauptstraße (54° 27′ 3″ N, 11° 8′ 46″ O) | Kirche St. Petri                             | Aktualisierung vorgesehen - Begründung: geschichtlich, künstlerisch, städtebaulich, Kulturlandschaft prägend - Schutzumfang: Kirche St. Petri mit Ausstattung, Glockenturm, Kirchhof, Grabmale bis 1870, Granitböschungsmauer, Lindenreihe | Fotos hochladen                  |
| 44559 Wikidata | Kapellenweg 13a-b, 13, 13c (54° 25′ 57″ N, 11° 12′ 10″ O) | St.-Jürgen-Stift                             | St.-Jürgen-Stift; auf 14. Jh. zurückgehend, Wohnhäuser 1935 u. 1950; ehem. als Siechenhaus errichtete Anlage aus kleiner turmloser Backsteinkapelle und zwei Stiftwohnhäusern, Backsteinbauten mit Walmdächern. Die St.-Jürgen-Kapelle steht separat unter Schutz - Begründung: geschichtlich, künstlerisch, städtebaulich, Kulturlandschaft prägend - Schutzumfang: St.-Jürgen-Kapelle, Stiftswohnhaus (Kapellenweg 13 a-b), Stiftswohnhaus (Kapellenweg 13 c) | BW                               |
| 40679 Wikidata | Kirchenstieg (54° 28′ 9″ N, 11° 13′ 0″ O) | Kirche St. Johannis                          | Aktualisierung vorgesehen - Begründung: geschichtlich, künstlerisch, städtebaulich, Kulturlandschaft prägend - Schutzumfang: Kirche St. Johannis mit Ausstattung, Kirchhof, Grabmale bis 1870, Feldsteinwall, Hauptpforte | Fotos hochladen                  |
| 38607 Wikidata | Marienleuchte 1 (54° 29′ 37″ N, 11° 14′ 15″ O) | Marienleuchte                                | Sachgesamtheit Marienleuchte; Leuchtturm bez. 1832, Wirtschaftsgebäude wohl 1900, Stall bez. 1925; bestehend aus: Leuchtturm, viergeschossiger quadratischer Turm mit Plattform und Laterne mit eingeschossigen Halbwalmdachflügelbauten und Flachdachvorhaus, mit Backsteinfassaden; abgesetztes Wirtschaftsgebäude, eingeschossiger Satteldachbau; Stall, eingeschossiger Walmdachbau mit Giebelrisalit, in Formen der Heimatschutzarchitektur; umgebende Außenanlage mit Windschutzbepflanzung. - Begründung: geschichtlich, technisch, Kulturlandschaft prägend - Schutzumfang: Leuchtturm mit Flügelbauten, Wirtschaftsgebäude, Stall, Außenanlage mit Windschutzbepflanzung | Fotos hochladen                  |
| 40274 Wikidata | Meeschendorf 17 (54° 25′ 29″ N, 11° 14′ 56″ O) | Hof Mackeprang                               | Hof Mackeprang; 1786 und Anfang 20. Jahrhundert; stattliche Hofanlage mit Fachhallenwohnhaus in Zweiständerbauweise und Nebengebäude des ausgehenden 18. Jahrhunderts sowie Großscheune aus Backstein im Heimatschutzstil, mit vier Hausbäumen - Begründung: geschichtlich, städtebaulich, Kulturlandschaft prägend - Schutzumfang: Wohnhaus mit vier Hausbäumen, Scheune, Nebengebäude | BW                               |
| 37376 Wikidata | Sahrensdorfer Straße 13 (54° 26′ 10″ N, 11° 11′ 58″ O) | Wohnhaus mit Hofgebäude                      | Hofstelle; 18./19. Jh.; giebelständiges Wohnhaus mit rückwärtigem Wirtschaftsgebäude, beide in Fachwerk - Begründung: geschichtlich, städtebaulich - Schutzumfang: Wohnhaus, Speicher | BW                               |
| 5042 Wikidata  | Zur Strandpromenade 1, 5, Am Burggraben 2, Am Burggraben, Dünenweg 1-13, 14-26, 27-32, 33-43, 44-53, 54-60, Stranddistelweg 1, 2, 3, 4, 5, 6, 7, 8, 9, Strandhaferweg 1, 2, 3, 4, 5, 6, 7, 8, 9, Südstrandpromenade (54° 24′ 38″ N, 11° 12′ 3″ O) | Ostseeheilbad Burgtiefe                      | Ostseeheilbad Burgtiefe; 1965–1973, Architekt Arne Jacobsen/Otto Weitling; einheitlich entworfene Ferienanlage auf der Halbinsel Burgtiefe entlang der südlichen Strandlinie, organischer städtebaulicher Duktus und sachliche, zu Teilen typisierte Detailformen, bestehend aus Kurzentrum, Hotelbereich sowie Bungalow- und Appartementsiedlung. - Begründung: geschichtlich, wissenschaftlich, künstlerisch, städtebaulich, Kulturlandschaft prägend - Schutzumfang: Burgruine Glambek mit Burggraben und Böschung; Haus des Kurgastes mit umgebenden Plateau, Pergola und Mauern (Am Burggraben 2); Meerwasserwellenbad mit plattformartigen Unterbau, Bronzeplastik „Mädchen am Südstrand“ (Südstrandpromenade); Bungalowreihen (Dünenweg 1-13, 14-26, 27-32, 33-43, 44-53, 54-60), Appartementhäuser (Stranddistelweg 1, 2, 3, 4, 5, 6, 7, 8, 9; Strandhaferweg 1, 2, 3, 4, 5, 6, 7, 8, 9), drei IFA-Hochhäuser mit zwei bauzeitlichen Pavillons (Zur Strandpromenade 1), Appartementhaus „Vitamar“ (Strandpromenade 5)            | Fotos hochladen                  |

## Bauliche Anlagen
| Objekt-ID      | Lage                                                   | Offizielle Bezeichnung                                 | Beschreibung | Bild                             |
| -------------- | ------------------------------------------------------ | ------------------------------------------------------ | --- | -------------------------------- |
| 34189          | Albertsdorf 13 (54° 25′ 36″ N, 11° 6′ 27″ O)           | Scheune Mackeprang                                     | Scheune Mackeprang; 1932; monumentaler, giebelständiger Backsteinbau mit Drempelgeschoss, flaches Satteldach - Begründung: geschichtlich, Kulturlandschaft prägend - Schutzumfang: gesamtes Objekt - Denkmaltyp: Bauliche Anlage | BW                               |
| 13171          | Albertsdorf 17 (54° 25′ 39″ N, 11° 6′ 30″ O)           | Fachhallenhaus                                         | Fachhallenhaus; im Kern 1750, Straßenfassade 1880; Fachwerkhaus mit Backsteinausfachung, Westgiebel in Fachwerk mit über Karniesknaggen vorkragendem Giebel, Ostgiebel 1880 in Formen des Historismus neu aufgeführt, Traufseiten massiv erneuert; mit Stallgebäude von 1880 und Einfriedung - Begründung: geschichtlich, städtebaulich, Kulturlandschaft prägend - Schutzumfang: Fachhallenhaus, Stallgebäude - Denkmaltyp: Bauliche Anlage | BW                               |
| 34188          | Albertsdorf 19 (54° 25′ 42″ N, 11° 6′ 30″ O)           | Scheune                                                | Scheune; 1900; monumentaler zweigeschossiger Backsteinbau von vier Achsen in Formen des Historismus, flaches Satteldach - Begründung: geschichtlich, Kulturlandschaft prägend - Schutzumfang: gesamtes Objekt - Denkmaltyp: Bauliche Anlage | BW                               |
| 1606 Wikidata  | Am Burggraben (54° 24′ 44″ N, 11° 12′ 30″ O)           | Burgruine Glambek                                      | Burgruine Glambek; 13. Jh., 1627 zerstört, 1908 freigelegt; rechteckige, von einem breiten Burggraben umzogene Anlage, ca. 1 m hohe Backsteinmauern auf Feldsteinfundamenten - Begründung: geschichtlich, wissenschaftlich, städtebaulich - Schutzumfang: Burgruine Glambek, Burgruine, Burggraben - Denkmaltyp: Bauliche Anlage, Sachgesamtheit: Ostseeheilbad Burgtiefe | weitere Fotos \| Fotos hochladen |
| 13465 Wikidata | Am Burggraben 2 (54° 24′ 40″ N, 11° 12′ 26″ O)         | Haus des Kurgastes                                     | Haus des Kurgastes; 1968, Architekt A. Jacobsen; zweigeschossiger weitgehend verglaster Stahlbetonskelettbau, Terrasse mit Pergola - Begründung: geschichtlich, künstlerisch, städtebaulich - Schutzumfang: Haus des Kurgastes, umgebendes Plateau mit Pergola und Mauern - Denkmaltyp: Bauliche Anlage, Sachgesamtheit: Ostseeheilbad Burgtiefe | BW                               |
| 51237          | Am Hafen 3 (54° 26′ 50″ N, 11° 3′ 3″ O)                | Speicher                                               | Speicher; nach 1890; viergeschossiger Backsteinbau mit Mittelrisalit mit Ladeluken, flaches Satteldach - Begründung: geschichtlich, städtebaulich - Schutzumfang: gesamtes Objekt - Denkmaltyp: Bauliche Anlage, Sachgesamtheit: Hafen Orth | BW                               |
| 51257          | Am Hafen 4 (54° 26′ 49″ N, 11° 3′ 3″ O)                | Wohnhaus und Café                                      | Wohnhaus und Café; vor 1905; eingeschossiges Backsteinhaus, schindelverkleidet, traufständig mit giebelständigen Risaliten, schiefergedecktes Satteldach - Begründung: geschichtlich, städtebaulich - Schutzumfang: gesamtes Objekt - Denkmaltyp: Bauliche Anlage, Sachgesamtheit: Hafen Orth | BW                               |
| 13206          | Am Hafen (54° 26′ 47″ N, 11° 2′ 58″ O)                 | Denkmal Kaiser Wilhelm I.                              | Denkmal Kaiser Wilhelm I.; 1890, E. March und Söhne, Berlin-Charlottenburg; weiß gefasste Terrakottabüste Kaiser Wilhelms I. auf stumpfem Obelisken über quadratischem Postament, umzäunt durch ein umlaufendes schmiedeeisernes Gitter - Begründung: geschichtlich, künstlerisch, städtebaulich - Schutzumfang: gesamtes Objekt - Denkmaltyp: Bauliche Anlage, Sachgesamtheit: Hafen Orth | Fotos hochladen                  |
| 1553 Wikidata  | Am Markt (54° 26′ 22″ N, 11° 11′ 49″ O)                | Marktplatz (Straßenraum)                               | Alteintragung (Aktualisierung vorgesehen) - Begründung: geschichtlich, städtebaulich - Schutzumfang: Marktplatz (Straßenraum), Pflasterung, Baumreihen - Denkmaltyp: Bauliche Anlage | Fotos hochladen                  |
| 1554 Wikidata  | Am Markt 1 (54° 26′ 20″ N, 11° 11′ 50″ O)              | Rathaus                                                | Das Rathaus Burg auf Fehmarn wurde 1901 für die Stadt Burg auf Fehmarn anstelle des spätmittelalterlichen Rathauses von 1520 gebaut. Der Architekt war Carl Voß aus Kiel, die Gesamtbausumme betrug 85.000 Mark. Alteintragung (Aktualisierung vorgesehen) - Begründung: geschichtlich, künstlerisch, städtebaulich - Schutzumfang: gesamtes Objekt - Denkmaltyp: Bauliche Anlage | weitere Fotos \| Fotos hochladen |
| 1517 Wikidata  | Am Markt 21 (54° 26′ 23″ N, 11° 11′ 50″ O)             | Wissers Hotel                                          | Hotel; 1909, im Kern älter; zweigeschossiger Putzbau mit Halbwalmdach, giebelständig, Gebäudeecken und Erdgeschoss rustiziert - Begründung: geschichtlich, städtebaulich - Schutzumfang: gesamtes Äußeres - Denkmaltyp: Bauliche Anlage | Fotos hochladen                  |
| 1520           | Am Markt 25 (54° 26′ 22″ N, 11° 11′ 52″ O)             | Wohnhaus                                               | Wohnhaus; 1898; zweigeschossiger traufständiger Backsteinbau mit historistischer Putzfassade, Kieler Dach mit Schieferdeckung und Firstbekrönung - Begründung: geschichtlich, städtebaulich - Schutzumfang: gesamtes Objekt - Denkmaltyp: Bauliche Anlage | BW                               |
| 1531           | Am Markt 28 (54° 26′ 21″ N, 11° 11′ 53″ O)             | Wohn- und Geschäftshaus                                | Wohn- und Geschäftshaus; 1879; zweigeschossiger gelber Backsteinbau des Historismus mit geputzter Giebelfassade, mit rückwärtigem Hofflügel, Satteldächer - Begründung: geschichtlich, städtebaulich - Schutzumfang: gesamtes Objekt - Denkmaltyp: Bauliche Anlage | BW                               |
| 42878          | Am Markt 30 (54° 26′ 20″ N, 11° 11′ 53″ O)             | Wohn- und Geschäftshaus                                | Wohn- und Geschäftshaus; Anfang 20. Jahrhundert; zweigeschossiger Backsteinbau mit aufwändiger Putzgliederung, Kieler Dach mit schiefergedecktem Mansardbereich - Begründung: geschichtlich, städtebaulich - Schutzumfang: gesamtes Objekt - Denkmaltyp: Bauliche Anlage | BW                               |
| 456 Wikidata   | An der Kirche (54° 28′ 48″ N, 11° 4′ 6″ O)             | Kirche St. Johannis (Petersdorf) mit Ausstattung       | Im Ursprung ist die Kirche im 13. Jahrhundert erbaut worden. Im 15. Jahrhundert wurde die Kirche erweitert. Im Inneren befindet sich ein Altarschrein aus der Zeit nach 1390. Der Altar stammt aus dem Jahre 1702. Kirche St. Johannis mit Ausstattung; 13. bis 19. Jahrhundert; gewölbte Backsteinhalle von vier Jochen, im 13. Jahrhundert zweischiffig von vier Jochen Länge, im 15. Jahrhundert um ein südliches Schiff verbreitert, Chor nach 1300 mit Vorjoch und 5/8 Polygon, nördlich liegender Sakristeianbau, Westturm des 16. Jahrhunderts, Spitzhelm von 1567, nördlicher Kapellenanbau 1856; Ausstattung mit Petersdorfer Altar - Begründung: geschichtlich, künstlerisch, städtebaulich - Schutzumfang: gesamtes Objekt - Denkmaltyp: Bauliche Anlage, Sachgesamtheit: Kirche St. Johannis | weitere Fotos \| Fotos hochladen |
| 5157 Wikidata  | An der Kirche 4 (54° 28′ 50″ N, 11° 4′ 3″ O)           | Pastorat                                               | Pastorat; Mitte 19. Jahrhundert; eingeschossiger Backsteinbau mit Schopfwalmdach; mit Nebengebäude, Pastoratsgarten, Einfriedung - Begründung: geschichtlich, städtebaulich - Schutzumfang: Pastorat, Nebengebäude, Pastoratsgarten, Einfriedung - Denkmaltyp: Bauliche Anlage, Sachgesamtheit: Kirche St. Johannis | BW                               |
| 13213          | Austraße 1 (54° 28′ 34″ N, 11° 3′ 22″ O)               | Scheune 1884                                           | Scheune 1884; im Kern wohl um 1800, Fassade 1884; giebelständiger Backsteinbau mit Dreiständerkonstruktion, Halbwalmdach - Begründung: geschichtlich, städtebaulich, Kulturlandschaft prägend - Schutzumfang: gesamtes Objekt - Denkmaltyp: Bauliche Anlage, Sachgesamtheit: Hof Detlef | BW                               |
| 13214          | Austraße 1 (54° 28′ 34″ N, 11° 3′ 21″ O)               | Wohnhaus                                               | Wohnhaus; viertes Viertel 19. Jahrhundert; giebelständiges, eingeschossiges Backsteinhaus des Historismus mit Drempel, Satteldach - Begründung: geschichtlich, städtebaulich, Kulturlandschaft prägend - Schutzumfang: gesamtes Objekt - Denkmaltyp: Bauliche Anlage, Sachgesamtheit: Hof Detlef | BW                               |
| 51398          | Austraße 1 (54° 28′ 34″ N, 11° 3′ 23″ O)               | Scheune                                                | Scheune; im Kern wohl um 1800, Fassade um 1884; giebelständiger Backsteinbau mit innerer Dreiständerkonstruktion, Halbwalmdach - Begründung: geschichtlich, städtebaulich, Kulturlandschaft prägend - Schutzumfang: gesamtes Objekt - Denkmaltyp: Bauliche Anlage, Sachgesamtheit: Hof Detlef | BW                               |
| 42899          | Bahnhofstraße 2 (54° 26′ 24″ N, 11° 11′ 45″ O)         | Wohn- und Geschäftshaus                                | Wohn- und Geschäftshaus; Anfang 20. Jahrhundert; zweigeschossiger Putzbau mit Schmuckformen des Jugendstils, Mansarddach - Begründung: geschichtlich, städtebaulich - Schutzumfang: gesamtes Objekt - Denkmaltyp: Bauliche Anlage | BW                               |
| 13261 Wikidata | Bahnhofstraße 7 (54° 26′ 26″ N, 11° 11′ 46″ O)         | Wohn- und Geschäftshaus                                | Wohn- und Geschäftshaus; Anfang 20. Jahrhundert; zweigeschossiger Putzbau mit Schmuckformen des Jugendstils, Mansarddach - Begründung: geschichtlich, städtebaulich - Schutzumfang: gesamtes Objekt - Denkmaltyp: Bauliche Anlage | Fotos hochladen                  |
| 13259          | Bahnhofstraße 21 (54° 26′ 26″ N, 11° 11′ 42″ O)        | Wohnhaus                                               | Wohnhaus; 1902; zweigeschossiger Putzbau mit flachem Walmdach von 1902, Fassade in Formen der Neorenaissance - Begründung: geschichtlich, städtebaulich - Schutzumfang: gesamtes Objekt - Denkmaltyp: Bauliche Anlage | BW                               |
| 13257          | Bahnhofstraße 31 (54° 26′ 26″ N, 11° 11′ 40″ O)        | Wohnhaus                                               | Wohnhaus; Ende 19. Jahrhundert; zweigeschossiger traufständiger Putzbau des Historismus, Halbwalmdach - Begründung: geschichtlich, städtebaulich - Schutzumfang: gesamtes Objekt - Denkmaltyp: Bauliche Anlage | BW                               |
| 1557           | Bahnhofstraße 36 (54° 26′ 26″ N, 11° 11′ 37″ O)        | Wohnhaus                                               | Wohnhaus Witte; 1902–03, Architekt Carl Hahn, Bauherr Jacob A.P.W. Witte; eingeschossiges Wohnhaus mit reicher Dachgeschossgestaltung im Cottage-Stil, Sattel- und Halbwalmdächer - Begründung: geschichtlich, städtebaulich - Schutzumfang: gesamtes Objekt - Denkmaltyp: Bauliche Anlage | BW                               |
| 1561           | Bahnhofstraße 43 (54° 26′ 27″ N, 11° 11′ 37″ O)        | Wohnhaus Wisser                                        | Wohnhaus Wisser; 1898, Bauherr Apotheker Anton B. Wisser; zweigeschossiger Putzbau des Neoklassizismus, schiefergedecktes Walmdach - Begründung: geschichtlich, städtebaulich - Schutzumfang: gesamtes Objekt - Denkmaltyp: Bauliche Anlage | BW                               |
| 30             | Bahnhofstraße 45 (54° 26′ 29″ N, 11° 11′ 34″ O)        | ehem. Amtshaus                                         | ehem. Amtshaus; 1853; eingeschossiger, weiß geschlämmter Backsteinbau des Spätklassizismus, Satteldach - Begründung: geschichtlich, städtebaulich - Schutzumfang: gesamtes Objekt - Denkmaltyp: Bauliche Anlage | BW                               |
| 1564           | Bahnhofstraße 54 (54° 26′ 27″ N, 11° 11′ 24″ O)        | Wohnhaus                                               | Wohnhaus; 1897; zweigeschossiger kubischer Putzbau, schiefergedecktes Walmdach; mit Remise und Einfriedung - Begründung: geschichtlich, städtebaulich - Schutzumfang: Wohnhaus, ehem. Remise, Einfriedung - Denkmaltyp: Bauliche Anlage | BW                               |
| 13166          | Bisdorf 8 (54° 27′ 59″ N, 11° 8′ 35″ O)                | Scheune                                                | Scheune; 1923, Zimmermeister Pott; mächtiger giebelständiger Backsteinbau mit Wandstreifengliederung, Mansarddach - Begründung: geschichtlich, städtebaulich, Kulturlandschaft prägend - Schutzumfang: gesamtes Objekt - Denkmaltyp: Bauliche Anlage | BW                               |
| 42811          | Bisdorf 47 (54° 28′ 4″ N, 11° 8′ 29″ O)                | Scheune                                                | Scheune; 1911; giebelständiger Backsteinbau, zweigeschossig mit Drempel, flaches Satteldach - Begründung: geschichtlich, städtebaulich, Kulturlandschaft prägend - Schutzumfang: gesamtes Objekt - Denkmaltyp: Bauliche Anlage | BW                               |
| 38436          | Blieschendorf 1 (54° 25′ 34″ N, 11° 8′ 44″ O)          | Wohnhaus                                               | Wohnhaus; um 1900; eingeschossiger, traufständiger Backsteinbau mit Mittelzwerchhaus, Schopfwalmdach mit Schieferdeckung; mit vier Hausbäumen - Begründung: geschichtlich, städtebaulich, Kulturlandschaft prägend - Schutzumfang: Wohnhaus, vier Hausbäume - Denkmaltyp: Bauliche Anlage | BW                               |
| 1565 Wikidata  | Breite Straße (54° 26′ 18″ N, 11° 11′ 52″ O)           | Straßenraum                                            | Alteintragung (Aktualisierung vorgesehen) - Begründung: geschichtlich, städtebaulich - Schutzumfang: Straßenraum, Pflasterung - Denkmaltyp: Bauliche Anlage | BW                               |
| 27638 Wikidata | Breite Straße (54° 26′ 15″ N, 11° 11′ 52″ O)           | Baumreihen                                             | Alteintragung (Aktualisierung vorgesehen) - Begründung: Alteintragung (Aktualisierung vorgesehen) - Schutzumfang: Alteintragung (Aktualisierung vorgesehen) - Denkmaltyp: Bauliche Anlage | BW                               |
| 1608 Wikidata  | Breite Straße (54° 26′ 10″ N, 11° 11′ 47″ O)           | Kirche St. Nikolai mit Ausstattung                     | Der älteste Teil der Kirche stammt aus dem Übergang von der Romanik zur Gotik. Die romanischen Bauelemente sind außen zu erkennen am Rundbogenfries unter dem Dachfirst, der Nordbogenblende an der Nordseite und Rundbogenfenstern, die später in gotische Spitzbogenfenster umgebaut wurden, wobei die Spitzbögen den Rundbogenfries durchbrechen. Romanisch sind drei Joche des Mittelschiffs und die beiden Seitenschiffe. Im 15. Jahrhundert wurde die Kirche im spätgotischen Stil vergrößert. Alteintragung (Aktualisierung vorgesehen) - Begründung: geschichtlich, künstlerisch, städtebaulich - Schutzumfang: gesamtes Objekt - Denkmaltyp: Bauliche Anlage, Sachgesamtheit: Kirche St. Nikolai                                                                                                | weitere Fotos \| Fotos hochladen |
| 1568 Wikidata  | Breite Straße 10 (54° 26′ 18″ N, 11° 11′ 54″ O)        | Gasthaus mit Firsturne                                 | Gasthaus mit Firsturne; 1644; stattlicher giebelständiger, zweigeschossiger Fachwerkbau mit Backsteinausfachung, Krüppelwalmdach - Begründung: geschichtlich, städtebaulich - Schutzumfang: gesamtes Objekt - Denkmaltyp: Bauliche Anlage, Sachgesamtheit: Wohn- und Geschäftshäuser Breite Straße 2-32 | Fotos hochladen                  |
| 1572 Wikidata  | Breite Straße 26 (54° 26′ 15″ N, 11° 11′ 54″ O)        | Wohnhaus mit Vortreppe                                 | Wohnhaus; zweite Hälfte 19. Jahrhundert; traufständiges, zweigeschossiges Backsteingebäude des Historismus mit hohem Sockel, Satteldach; mit Nebengebäude - Begründung: geschichtlich, städtebaulich - Schutzumfang: Wohnhaus, Nebengebäude - Denkmaltyp: Bauliche Anlage, Sachgesamtheit: Wohn- und Geschäftshäuser Breite Straße 2-32 | Fotos hochladen                  |
| 1574 Wikidata  | Breite Straße 28 (54° 26′ 14″ N, 11° 11′ 54″ O)        | ehem. Kapitänswohnhaus                                 | ehem. Kapitänswohnhaus; 1783, Bauherren Jürgen und Anna Wohler; eingeschossiges Fachwerktraufenhaus mit Backsteinausfachung und zweiachsigem Mittelzwerchhaus mit Satteldach, Schopfwalmdach - Begründung: geschichtlich, künstlerisch, städtebaulich - Schutzumfang: gesamtes Objekt - Denkmaltyp: Bauliche Anlage, Sachgesamtheit: Wohn- und Geschäftshäuser Breite Straße 2-32 | Fotos hochladen                  |
| 1575 Wikidata  | Breite Straße 29 (54° 26′ 14″ N, 11° 11′ 49″ O)        | Wohn- und Geschäftshaus                                | Alteintragung (Aktualisierung vorgesehen) - Begründung: geschichtlich, städtebaulich - Schutzumfang: gesamtes Äußeres - Denkmaltyp: Bauliche Anlage | Fotos hochladen                  |
| 1576 Wikidata  | Breite Straße 30 (54° 26′ 14″ N, 11° 11′ 53″ O)        | Wohnhaus                                               | Wohnhaus; Ende 19. Jahrhundert; eingeschossiges Giebelhaus des Historismus aus Backstein, Halbwalmdach - Begründung: geschichtlich, städtebaulich - Schutzumfang: gesamtes Objekt - Denkmaltyp: Bauliche Anlage, Sachgesamtheit: Wohn- und Geschäftshäuser Breite Straße 2-32 | BW                               |
| 1577 Wikidata  | Breite Straße 32 (54° 26′ 13″ N, 11° 11′ 52″ O)        | Wohnhaus                                               | ehem. Wohnhaus N. Mildenstein; 1920, Architekt D. Willbrandt; eingeschossiger Backsteinbau des Heimatschutzstils mit zweigeschossigem Mittelrisalit an der Traufseite, Schopfwalmdach mit Biberschwanz-Kronendeckung - Begründung: geschichtlich, künstlerisch, städtebaulich - Schutzumfang: gesamtes Objekt - Denkmaltyp: Bauliche Anlage, Sachgesamtheit: Wohn- und Geschäftshäuser Breite Straße 2-32 | Fotos hochladen                  |
| 1578 Wikidata  | Breite Straße 42 (54° 26′ 10″ N, 11° 11′ 51″ O)        | Wohnhaus                                               | Alteintragung (Aktualisierung vorgesehen) - Begründung: geschichtlich, städtebaulich - Schutzumfang: gesamtes Äußeres - Denkmaltyp: Bauliche Anlage | BW                               |
| 1581 Wikidata  | Breite Straße 45 (54° 26′ 11″ N, 11° 11′ 48″ O)        | Wohn- und Geschäftshaus                                | Alteintragung (Aktualisierung vorgesehen) - Begründung: geschichtlich, städtebaulich - Schutzumfang: gesamtes Äußeres - Denkmaltyp: Bauliche Anlage | BW                               |
| 1586 Wikidata  | Breite Straße 49 (54° 26′ 10″ N, 11° 11′ 48″ O)        | Museum, ehem. Schulhaus                                | Alteintragung (Aktualisierung vorgesehen) - Begründung: Alteintragung (Aktualisierung vorgesehen) - Schutzumfang: gesamtes Äußeres - Denkmaltyp: Bauliche Anlage | Fotos hochladen                  |
| 1585 Wikidata  | Breite Straße 51 (54° 26′ 9″ N, 11° 11′ 50″ O)         | Museum, ehem. Cantorwohnhaus                           | Alteintragung (Aktualisierung vorgesehen) - Begründung: Alteintragung (Aktualisierung vorgesehen) - Schutzumfang: gesamtes Äußeres - Denkmaltyp: Bauliche Anlage | BW                               |
| 1584 Wikidata  | Breite Straße 53 (54° 26′ 11″ N, 11° 11′ 47″ O)        | Museum / ehem. Predigerwitwenhaus                      | Alteintragung (Aktualisierung vorgesehen) - Begründung: Alteintragung (Aktualisierung vorgesehen) - Schutzumfang: gesamtes Äußeres - Denkmaltyp: Bauliche Anlage | BW                               |
| 773            | Burgstaaken (54° 25′ 17″ N, 11° 11′ 32″ O)             | Mansardspeicher Engel                                  | Mansardspeicher Engel; um 1780, Bauherr Hertz Engel; eingeschossiger Backsteinbau mit mittigem Zwerchhaus mit Ladeluken, Mansarddach - Begründung: geschichtlich, städtebaulich - Schutzumfang: gesamtes Objekt - Denkmaltyp: Bauliche Anlage | BW                               |
| 13180          | Dörpdiek 8 (54° 27′ 30″ N, 11° 2′ 30″ O)               | Wohnhaus Kruse                                         | Wohnhaus; 1863; eingeschossiges, giebelständiges Backsteinhaus mit historistischen und spätklassizistischen Schmuckelementen, Schopfwalmdach; mit vier Hausbäumen - Begründung: geschichtlich, städtebaulich - Schutzumfang: Wohnhaus Kruse, vier Hausbäume - Denkmaltyp: Bauliche Anlage, Sachgesamtheit: Hofanlage Dörpdiek 8 | BW                               |
| 41817          | Dörpdiek 8 (54° 27′ 31″ N, 11° 2′ 30″ O)               | Scheune                                                | Scheune; 1924; giebelständige Großscheune aus Backstein, Mansarddach - Begründung: geschichtlich, städtebaulich, Kulturlandschaft prägend - Schutzumfang: gesamtes Objekt - Denkmaltyp: Bauliche Anlage, Sachgesamtheit: Hofanlage Dörpdiek 8 | BW                               |
| 10279          | Fehmarnsund (54° 24′ 2″ N, 11° 6′ 42″ O)               | Fehmarnsundbrücke                                      | Die Netzwerkbogenbrücke wurde von den Ingenieuren G. Fischer, T. Jahnke und P. Stein der Gutehoffnungshütte Sterkrade AG, Oberhausen-Sterkrade entworfen. Bei der architektonischen Gestaltung wirkte der Architekt Gerd Lohmer mit. Die Brücke wurde am 30. April 1963 eingeweiht. Fehmarnsundbrücke; Wettbewerb 1959, Ausführung 1960-1963, Entwurf des Bogentragwerks Gutehoffnungshütte AG, Netzwerkbogenbrücke mit stählernem Bogentragwerk, zweistreifiger Fahrbahn für den Autoverkehr sowie Gleisstrecke für den Zugverkehr und Hohlkastenpfeilern aus Beton - Begründung: geschichtlich, künstlerisch, städtebaulich, technisch, Kulturlandschaft prägend - Schutzumfang: gesamtes Objekt - Denkmaltyp: Bauliche Anlage, Sachgesamtheit: Fehmarnsundbrücke                                      | Fotos hochladen                  |
| 13048 Wikidata | Flügge (54° 26′ 27″ N, 11° 1′ 3″ O)                    | Leuchtturm Flügge                                      | Leuchtturm Flügge; 1914–16; schlanker, sich über oktogonalem Grundriss nach oben verjüngender Backsteinturm mit stählernem Laternenaufsatz mit zwei umlaufenden Galerien - Begründung: geschichtlich, technisch, Kulturlandschaft prägend - Schutzumfang: gesamtes Objekt - Denkmaltyp: Bauliche Anlage, Sachgesamtheit: Leuchtturm Flügge | Fotos hochladen                  |
| 3153 Wikidata  | Hauptstraße (54° 27′ 3″ N, 11° 8′ 46″ O)               | Kirche St. Petri mit Ausstattung                       | Im Ursprung stammt die Kirche aus der Mitte des 13. Jahrhunderts. Der Chor wurde im 14. Jahrhundert erweitert. Im Inneren ein Altar aus dem Jahr 1715. Das Votivschiff eines Lübecker Kriegsschiffes ist das älteste Schiffmodel in Deutschland. Es stammt aus dem Jahr 1617. Es ist ein Dreimaster. Alteintragung (Aktualisierung vorgesehen) - Begründung: geschichtlich, künstlerisch, städtebaulich - Schutzumfang: Kirche St. Petri mit Ausstattung, Glockenturm - Denkmaltyp: Bauliche Anlage, Sachgesamtheit: Kirche St. Petri | weitere Fotos \| Fotos hochladen |
| 3336 Wikidata  | Hauptstraße 39 a (54° 27′ 1″ N, 11° 8′ 42″ O)          | Scheune Goessel                                        | Alteintragung (Aktualisierung vorgesehen) - Begründung: geschichtlich, städtebaulich - Schutzumfang: gesamtes Objekt - Denkmaltyp: Bauliche Anlage | BW                               |
| 2657 Wikidata  | Hohendörp 1 (54° 29′ 43″ N, 11° 8′ 41″ O)              | Wohnhaus                                               | Alteintragung (Aktualisierung vorgesehen) - Begründung: geschichtlich, städtebaulich - Schutzumfang: gesamtes Äußeres - Denkmaltyp: Bauliche Anlage | BW                               |
| 13251          | Kantstraße 1 (54° 26′ 18″ N, 11° 12′ 7″ O)             | Bronzeplastik „Knabe mit Fohlen“ von Karlheinz Goedtke | Bronzeplastik „Knabe mit Fohlen“; 1965, Bildhauer Karlheinz Goedtke; lebensgroße Skulpturengruppe auf Grünfläche vor der Inselschule - Begründung: geschichtlich, künstlerisch, städtebaulich - Schutzumfang: gesamtes Objekt - Denkmaltyp: Bauliche Anlage | BW                               |
| 42903          | Kantstraße 1 (54° 26′ 18″ N, 11° 12′ 7″ O)             | „Zwei Schwimmer“ von Karlheinz Goedtke                 | Bronzeplastik „Zwei Schwimmer“; 1970, Bildhauer Karlheinz Goedtke (1915-1995); Bronzeplastik auf Betonpostament eingebettet in eine kleine Grünanlage vor der Inselschule - Begründung: geschichtlich, künstlerisch, städtebaulich - Schutzumfang: gesamtes Objekt - Denkmaltyp: Bauliche Anlage | BW                               |
| 1607 Wikidata  | Kapellenweg 13 (54° 26′ 0″ N, 11° 12′ 2″ O)            | St.-Jürgen-Kapelle                                     | St.-Jürgen-Kapelle; wohl 1507, Restaurierung 1907; dreiseitig geschlossener, kleiner Backsteinsaalbau mit hölzerner Segmentbogentonne, Spitzbogenfenster, spätgotische figürlicheund Rankenmalerei u. mittelalterliche Ausstattung - Begründung: geschichtlich, künstlerisch, städtebaulich - Schutzumfang: gesamtes Objekt - Denkmaltyp: Bauliche Anlage, Sachgesamtheit: St.-Jürgen-Stift | weitere Fotos \| Fotos hochladen |
| 42814          | Katharinenhof (54° 26′ 6″ N, 11° 16′ 53″ O)            | Wartehäuschen Bushaltestelle                           | Wartehäuschen; um 1963 aufgestellt, 1962 Entwurf Paul Cadovius; muschelförmiger Schalenbau aus GFK - Begründung: geschichtlich, künstlerisch, städtebaulich - Schutzumfang: gesamtes Objekt - Denkmaltyp: Bauliche Anlage | BW                               |
| 3965           | Kirchenstieg (54° 28′ 9″ N, 11° 13′ 0″ O)              | Kirche St. Johannis mit Ausstattung                    | Die Kirche wurde in der Mitte des 13. Jahrhunderts erbaut. Die Südwand und andere Partien wurden 1875 mit Ziegeln ausgebessert. Im Inneren befindet sich eine gotländische Taufe aus dem Jahre 1240. Alteintragung (Aktualisierung vorgesehen) - Begründung: geschichtlich, künstlerisch, städtebaulich - Schutzumfang: gesamtes Objekt - Denkmaltyp: Bauliche Anlage, Sachgesamtheit: Kirche St. Johannis | Fotos hochladen                  |
| 1650 Wikidata  | Marienleuchte 1 (54° 29′ 42″ N, 11° 14′ 17″ O)         | Leuchtturm 1832 mit Flügelbauten                       | Alteintragung (Aktualisierung vorgesehen) - Begründung: geschichtlich, technisch, Kulturlandschaft prägend - Schutzumfang: Alteintragung (Aktualisierung vorgesehen) - Denkmaltyp: Bauliche Anlage, Sachgesamtheit: Marienleuchte | weitere Fotos \| Fotos hochladen |
| 1159 Wikidata  | Meeschendorf 17 (54° 25′ 28″ N, 11° 14′ 57″ O)         | Wohnhaus                                               | Wohnhaus; 1786, Bauherr Nikolas Hieronymus Mackeprang; giebelständiges Fachhallenhaus in Zweiständerbauweise, Fachwerkaußenwände mit ausgemauerten Gefachen, pfannengedecktes Schopfwalmdach; mit vier Hausbäumen - Begründung: geschichtlich, städtebaulich, Kulturlandschaft prägend - Schutzumfang: Wohnhaus, vier Hausbäume - Denkmaltyp: Bauliche Anlage, Sachgesamtheit: Hof Mackeprang | BW                               |
| 40276 Wikidata | Meeschendorf 17 (54° 25′ 29″ N, 11° 14′ 56″ O)         | Scheune                                                | Scheune; Anfang 20. Jahrhundert; Großscheune aus Backstein im Heimatschutzstil, flaches Satteldach - Begründung: geschichtlich, städtebaulich, Kulturlandschaft prägend - Schutzumfang: gesamtes Objekt - Denkmaltyp: Bauliche Anlage, Sachgesamtheit: Hof Mackeprang | BW                               |
| 3518 Wikidata  | Mühlenweg 3 (54° 28′ 39″ N, 11° 4′ 15″ O)              | Windmühle „Südermühle“                                 | Alteintragung (Aktualisierung vorgesehen) - Begründung: geschichtlich, technisch, Kulturlandschaft prägend - Schutzumfang: gesamtes Objekt - Denkmaltyp: Bauliche Anlage | Fotos hochladen                  |
| 13210 Wikidata | Mühlenweg/Lemkenhafen 43 (54° 26′ 58″ N, 11° 5′ 43″ O) | Müllerwohnhaus                                         | Alteintragung (Aktualisierung vorgesehen) - Begründung: Alteintragung (Aktualisierung vorgesehen) - Schutzumfang: Alteintragung (Aktualisierung vorgesehen) - Denkmaltyp: Bauliche Anlage | BW                               |
| 3374           | Mühlenweg/Lemkenhafen 45 (54° 27′ 0″ N, 11° 5′ 46″ O)  | Segel-Windmühle mit Wirtschaftsgebäude                 | Die Segelwindmühle Jachen Flünk ist Teil des Mühlen- und Handwerkmuseums. Die Mühle wurde 1787 erbaut. Die ursprüngliche Inneneinrichtung ist erhalten. Alteintragung (Aktualisierung vorgesehen) - Begründung: Alteintragung (Aktualisierung vorgesehen) - Schutzumfang: Alteintragung (Aktualisierung vorgesehen) - Denkmaltyp: Bauliche Anlage | Fotos hochladen                  |
| 9419           | Niendorfer Straße 12 (54° 26′ 27″ N, 11° 11′ 52″ O)    | Wohnhaus                                               | Wohnhaus; 1789, Umbau 1888; im Kern giebelständiges Fachwerkhaus, nach Brand im Jahr 1888 Drempelgeschoss aufgestockt und neue in Formen des Historismus ausgeführt, Satteldach, mit rückwärtiger Werkstatt - Begründung: geschichtlich, städtebaulich - Schutzumfang: Wohnhaus, Werkstatt - Denkmaltyp: Bauliche Anlage | BW                               |
| 1609 Wikidata  | Niendorfer Weg 5 (54° 26′ 35″ N, 11° 11′ 57″ O)        | Realschule                                             | Alteintragung (Aktualisierung vorgesehen) - Begründung: geschichtlich, künstlerisch, städtebaulich - Schutzumfang: gesamtes Objekt - Denkmaltyp: Bauliche Anlage | BW                               |
| 13076          | Op de Wei 17 (54° 29′ 51″ N, 11° 12′ 46″ O)            | Kate                                                   | Kate; 18./19. Jahrhundert; Fachwerkkate mit verputztem Straßengiebel und reetgedecktem Halbwalmdach - Begründung: geschichtlich, städtebaulich, Kulturlandschaft prägend - Schutzumfang: gesamtes Objekt - Denkmaltyp: Bauliche Anlage | BW                               |
| 2759           | Priesterstraße 5 (54° 26′ 8″ N, 11° 11′ 42″ O)         | Wohnhaus                                               | Wohnhaus; prägendes Gesamtbild erstes Drittel 20. Jahrhundert, im Kern älter; zweigeschossiger, breitgelagerter Backsteinkubus, Walmdach - Begründung: geschichtlich, städtebaulich - Schutzumfang: gesamtes Objekt - Denkmaltyp: Bauliche Anlage | BW                               |
| 2760 Wikidata  | Sahrensdorfer Straße 13 (54° 26′ 10″ N, 11° 11′ 58″ O) | Wohnhaus                                               | Fachwerkgebäude; 18./19. Jh.; eingeschossiger Zweiständerbau mit Durchgangsdiele, Abseiten und Walmdach, Fachwerk unter Putz - Begründung: geschichtlich, städtebaulich - Schutzumfang: gesamtes Objekt - Denkmaltyp: Bauliche Anlage, Sachgesamtheit: Wohnhaus mit Hofgebäude | BW                               |
| 2761 Wikidata  | Sahrensdorfer Straße 13 (54° 26′ 10″ N, 11° 11′ 58″ O) | Speicher                                               | Wirtschaftsgebäude; 19. Jh.; Fachwerkbau in Ständerbauweise mit Halbwalmdach und seitlicher Toreinfahrt - Begründung: geschichtlich, städtebaulich - Schutzumfang: gesamtes Objekt - Denkmaltyp: Bauliche Anlage, Sachgesamtheit: Wohnhaus mit Hofgebäude | BW                               |
| 1594           | Sahrensdorfer Straße 16 (54° 26′ 10″ N, 11° 12′ 1″ O)  | Wohnhaus                                               | Wohnhaus; im Kern 18. Jahrhundert; eingeschossiges Fachwerkhaus weitgehend verputzt, Nordseite mit sichtbarem Fachwerk, giebelständig mit Feldsteinsockel und seitlichem Eingang, Halbwalmdach, mit Traufpflaster - Begründung: geschichtlich, städtebaulich - Schutzumfang: Wohnhaus, Traufpflaster - Denkmaltyp: Bauliche Anlage | BW                               |
| 1552           | Sahrensdorfer Straße 62 (54° 26′ 6″ N, 11° 12′ 27″ O)  | Friedhofskapelle                                       | Friedhofskapelle; 1923, Architekt Otto Siebert; giebelständiger Backstein-Saalbau über Bruchsteinsockel mit jüngerem Chorbereich, Glockenturm an der Eingangsfront dachreiterartig vorkragend, Satteldach, mit Vorplatz - Begründung: geschichtlich, städtebaulich - Schutzumfang: Friedhofskapelle, Vorplatz - Denkmaltyp: Bauliche Anlage | BW                               |
| 13185          | Schlagsdorf 1 (54° 29′ 46″ N, 11° 3′ 56″ O)            | Scheune                                                | Scheune; 1811; Vierständerscheune mit Längsdurchfahrt, Fachwerkaußenwände mit Backstein- und Lehmausfachung, Walmdach - Begründung: geschichtlich, städtebaulich, Kulturlandschaft prägend - Schutzumfang: gesamtes Objekt - Denkmaltyp: Bauliche Anlage | BW                               |
| 30233          | Seestraße 24 (54° 26′ 50″ N, 11° 3′ 4″ O)              | Speicher                                               | Speicher; 1890; eingeschossiger Backsteinspeicher des Historismus mit hohem Drempelgeschoss, flaches Satteldach - Begründung: geschichtlich, städtebaulich - Schutzumfang: gesamtes Objekt - Denkmaltyp: Bauliche Anlage, Sachgesamtheit: Hafen Orth | BW                               |
| 42788          | Siedendörp 24 (54° 29′ 51″ N, 11° 8′ 44″ O)            | Scheune                                                | Scheune; 1929; mächtiger Backsteinbau, doppelgeschossig mit Drempel, flaches Satteldach - Begründung: geschichtlich, städtebaulich, Kulturlandschaft prägend - Schutzumfang: gesamtes Objekt - Denkmaltyp: Bauliche Anlage | BW                               |
| 970 Wikidata   | Staberhof 4 (54° 24′ 34″ N, 11° 17′ 40″ O)             | Gut Staberhof: Herrenhaus                              | Alteintragung (Aktualisierung vorgesehen) - Begründung: Alteintragung (Aktualisierung vorgesehen) - Schutzumfang: Alteintragung (Aktualisierung vorgesehen) - Denkmaltyp: Bauliche Anlage | Fotos hochladen                  |
| 971 Wikidata   | Staberhof 4 (54° 24′ 32″ N, 11° 17′ 39″ O)             | Gut Staberhof: Scheune                                 | Alteintragung (Aktualisierung vorgesehen) - Begründung: Alteintragung (Aktualisierung vorgesehen) - Schutzumfang: Alteintragung (Aktualisierung vorgesehen) - Denkmaltyp: Bauliche Anlage | BW                               |
| 7978 Wikidata  | Staberhuk (54° 24′ 9″ N, 11° 18′ 39″ O)                | Leuchtturm „Staberhuk“                                 | Alteintragung (Aktualisierung vorgesehen) - Begründung: geschichtlich, Kulturlandschaft prägend - Schutzumfang: gesamtes Objekt - Denkmaltyp: Bauliche Anlage | weitere Fotos \| Fotos hochladen |
| 32512          | Strukkamp (54° 24′ 6″ N, 11° 6′ 45″ O)                 | Reichsautobahn-Brücke                                  | Reichsautobahn-Brücke; 1941, Architekt Heinrich Bartmann für die Organisation Todt; backsteinsichtige Bogenbrücke auf der B 207 über die Straße Strukkamp - Begründung: geschichtlich, technisch - Schutzumfang: gesamtes Objekt - Denkmaltyp: Bauliche Anlage | BW                               |
| 13049 Wikidata | Strukkamp (54° 24′ 34″ N, 11° 5′ 44″ O)                | Leuchtturm Strukkamphuk                                | Leuchtturm Strukkamphuk; 1934–35; zylindrischer Betonleuchtturm mit stählernem Leuchtfeueraufsatz, flach geneigtes Kegeldach; mit Brüstungsmauer und ehem. Gasgeräteschuppen - Begründung: geschichtlich, technisch, Kulturlandschaft prägend - Schutzumfang: Leuchtturm Strukkamphuk, ehem. Gasgeräteschuppen, Brüstungsmauer - Denkmaltyp: Bauliche Anlage, Sachgesamtheit: Leuchtturm Flügge | weitere Fotos \| Fotos hochladen |
| 13049 Wikidata | Strukkamp (54° 24′ 34″ N, 11° 5′ 44″ O)                | Leuchtturm Strukkamphuk                                | Alteintragung (Aktualisierung vorgesehen) (doppelt erfasst) - Begründung: geschichtlich, technisch, Kulturlandschaft prägend - Schutzumfang: gesamtes Objekt - Denkmaltyp: Bauliche Anlage, Sachgesamtheit: Leuchtturm Flügge | weitere Fotos \| Fotos hochladen |
| 1596           | Süderstraße 7 (54° 26′ 7″ N, 11° 11′ 49″ O)            | Wohnhaus                                               | Wohnhaus Mildenstein; 1884, Bauherr M.E. Mildenstein; zweigeschossiger Putzbau des Historismus, traufenständig mit zentralem Schmuckgiebel, schiefergedecktes Satteldach, vier Hauslinden - Begründung: geschichtlich, städtebaulich - Schutzumfang: Wohnhaus, vier Hauslinden - Denkmaltyp: Bauliche Anlage | BW                               |
| 1597           | Süderstraße 9 (54° 26′ 7″ N, 11° 11′ 49″ O)            | Wohnhaus                                               | Wohnhaus; 1897; zweigeschossiges neoklassizistischer Putzbau über hohem Sockel, zur Straße abgewalmtes Satteldach mit Mittelzwerchhaus - Begründung: geschichtlich, städtebaulich - Schutzumfang: gesamtes Objekt - Denkmaltyp: Bauliche Anlage | BW                               |
| 1598 Wikidata  | Süderstraße 15 (54° 26′ 5″ N, 11° 11′ 50″ O)           | Wohnhaus                                               | Wohnhaus, um 1900, eingeschossiger Backsteinbau mit Rückflügel, Drempel, zweigeschossigem Mittelteil und Satteldach - Begründung: geschichtlich, städtebaulich - Schutzumfang: gesamtes Objekt - Denkmaltyp: Bauliche Anlage | BW                               |
| 1602 Wikidata  | Süderstraße 36 (54° 26′ 2″ N, 11° 11′ 53″ O)           | Wohnhaus                                               | Wohnhaus; 2. Hälfte 19. Jh.; eingeschossiger Putzbau mit dreiachsigem Zwerchhaus und Halbwalmdach, traufständig - Begründung: geschichtlich, städtebaulich - Schutzumfang: gesamtes Objekt - Denkmaltyp: Bauliche Anlage | BW                               |
| 6413 Wikidata  | Südstrandpromenade (54° 24′ 42″ N, 11° 12′ 32″ O)      | Meereswellenbad                                        | Meerwasserwellenbad; 1971–72, Architekt A. Jacobsen; im Kontext des Ostseeheilbades Burgtiefe errichtet,Bau auf podestartigem Unterbau, monumentales Außengerüst aus sieben, zum Meer schräg abfallenden Betonbindern, filigranes verglastes Stahlgehäuse eingehängt - Begründung: geschichtlich, künstlerisch, städtebaulich - Schutzumfang: Meereswellenbad, plattformartiger Unterbau - Denkmaltyp: Bauliche Anlage, Sachgesamtheit: Ostseeheilbad Burgtiefe | BW                               |
| 37748 Wikidata | Südstrandpromenade (54° 24′ 42″ N, 11° 12′ 32″ O)      | Bronzeplastik „Mädchen vom Südstrand“                  | Bronzeplastik „Mädchen am Strand“; 1975, Karlheinz Goedtke; etwa lebensgroße Bronzegruppe, zwei junge Frauen in wehender Strandkleidung - Begründung: geschichtlich, künstlerisch, städtebaulich - Schutzumfang: gesamtes Objekt - Denkmaltyp: Bauliche Anlage, Sachgesamtheit: Ostseeheilbad Burgtiefe | Fotos hochladen                  |
| 13065          | Todendorf 50 (54° 29′ 3″ N, 11° 11′ 25″ O)             | Scheune                                                | Scheune; im Kern 1781; Fachwerkbau in Dreiständerkonstruktion, Westgiebel in Backstein erneuert, Walmdach - Begründung: geschichtlich, städtebaulich, Kulturlandschaft prägend - Schutzumfang: gesamtes Objekt - Denkmaltyp: Bauliche Anlage | BW                               |
| 13057          | Vitzdorf 13 (54° 26′ 10″ N, 11° 14′ 22″ O)             | Fachhallenhaus                                         | Fachhallenhaus; im Kern von 1723; Fachhallenhaus von fünf Fach, Außenwände mit Backsteinausfachung, südlich Vollgiebel, nördlich Halbwalm - Begründung: geschichtlich, städtebaulich, Kulturlandschaft prägend - Schutzumfang: gesamtes Objekt - Denkmaltyp: Bauliche Anlage | BW                               |
| 42795          | Westerdor 5 (54° 29′ 36″ N, 11° 12′ 30″ O)             | Scheune Wulf                                           | Scheune Wulf; 1908; giebelständiger Backsteinbau, zweigeschossig mit Drempel, flaches Satteldach; mit Hofpflaster - Begründung: geschichtlich, städtebaulich, Kulturlandschaft prägend - Schutzumfang: Scheune Wulf, Hofpflaster - Denkmaltyp: Bauliche Anlage | BW                               |
| 9031 Wikidata  | Westermarkelsdorf (54° 31′ 39″ N, 11° 3′ 30″ O)        | Leuchtturm „Westermarkelsdorf“ mit Wärterhaus          | Als Lichtquelle kam nach dem Bau zunächst eine zweidochtige Petroleumlampe zum Einsatz, die 1922 durch einen Benzol-Glühlichtbrenner ersetzt wurde. Ab 1924 wurde das Leuchtfeuer elektrisch betrieben. Der Turm ist noch heute mit der Original-Gürtelleuchte, Brennweite 250 mm aus dem Jahr 1924 ausgestattet. Seit 1999 kommt eine HQI-T 400 W Halogenentladungslampe zum Einsatz, die eine Helligkeit von 33104 cd erzeugt. Die Nenntragweite beträgt ca. 7,4 sm. Bei Netzausfall steht eine Notstromaggregat zur Verfügung. Alteintragung (Aktualisierung vorgesehen) - Begründung: geschichtlich, technisch, Kulturlandschaft prägend - Schutzumfang: gesamtes Objekt - Denkmaltyp: Bauliche Anlage                                                                                               | weitere Fotos \| Fotos hochladen |

## Gründenkmale
| Objekt-ID      | Lage                                             | Offizielle Bezeichnung          | Beschreibung | Bild            |
| -------------- | ------------------------------------------------ | ------------------------------- | --- | --------------- |
| 13205 Wikidata | An der Kirche (54° 28′ 48″ N, 11° 4′ 7″ O)       | Kirchhof (Petersdorf)           | Kirchhof; vermutlich mit dem Kirchenbau im 13. Jahrhundert angelegt; um die Kirche St. Johannis umlaufender Friedhof; mit Lindenkranz und umlaufender Böschungsmauer aus Granitsteinen - Begründung: geschichtlich, Kulturlandschaft prägend - Schutzumfang: Kirchhof, Granitböschungsmauer, Lindenkranz, historische Grabmale - Denkmaltyp: Gründenkmal, Sachgesamtheit: Kirche St. Johannis | BW              |
| 10791 Wikidata | Breite Straße (54° 26′ 9″ N, 11° 11′ 43″ O)      | Kirchhof (Burg)                 | Alteintragung (Aktualisierung vorgesehen) - Begründung: geschichtlich, Kulturlandschaft prägend - Schutzumfang: Kirchhof, Grabmale bis 1870, Granitböschungsmauer, Lindenkranz - Denkmaltyp: Gründenkmal, Sachgesamtheit: Kirche St. Nikolai | BW              |
| 42902          | Breite Straße (54° 26′ 13″ N, 11° 11′ 51″ O)     | Doppeleiche mit Gedenkstein     | Doppeleiche mit Gedenkstein; gepflanzt 1898; landestypische Sonderzüchtung zum Gedenken an die Schleswig-Holsteinische Erhebung von 1848 gepflanzt - Begründung: geschichtlich, städtebaulich - Schutzumfang: gesamtes Objekt - Denkmaltyp: Gründenkmal | Fotos hochladen |
| 13155 Wikidata | Hauptstraße (54° 27′ 1″ N, 11° 8′ 45″ O)         | Kirchhof (Landkirchen)          | Alteintragung (Aktualisierung vorgesehen) - Begründung: geschichtlich, Kulturlandschaft prägend - Schutzumfang: Kirchhof, Grabmale bis 1870, Granitböschungsmauer, Lindenreihe - Denkmaltyp: Gründenkmal, Sachgesamtheit: Kirche St. Petri | BW              |
| 13105 Wikidata | Kirchenstieg (54° 28′ 9″ N, 11° 12′ 58″ O)       | Kirchhof (Bannesdorf)           | Alteintragung (Aktualisierung vorgesehen) - Begründung: geschichtlich, Kulturlandschaft prägend - Schutzumfang: Kirchhof, Grabmale bis 1870, Feldsteinwall, Hauptpforte - Denkmaltyp: Gründenkmal, Sachgesamtheit: Kirche St. Johannis | Fotos hochladen |
| 13148          | Ortsteil Vadersdorf (54° 29′ 5″ N, 11° 8′ 17″ O) | Lindenallee                     | Lindenallee; in der Anlage mittelalterlich, 1863 Ausbau der Dorfstraße, 1888 Pflanzung der Linden; die Allee flankiert die Hauptverkehrsachse Vadersdorfs auf der gesamten Dorflänge; mit dem Dorfteich - Begründung: geschichtlich, städtebaulich, Kulturlandschaft prägend - Schutzumfang: Lindenallee, Dorfteich - Denkmaltyp: Gründenkmal                                                 | BW              |
| 12512          | Staakensweg u.a. (54° 25′ 38″ N, 11° 11′ 37″ O)  | Sorbus-Allee mit Granitpflaster | Sorbus-Allee mit Granitpflaster; angelegt in den 1930er Jahren; etwa 1 km lange Allee aus Schwedischen Mehlbeeren, in historischem Querschnitt aus flankierenden Baumreihen und Fußwegen um Straße aus Granitpflaster - Begründung: geschichtlich, städtebaulich - Schutzumfang: gesamtes Objekt - Denkmaltyp: Gründenkmal                                                                    | BW              |
| 29010          | Sundchaussee (54° 25′ 53″ N, 11° 9′ 50″ O)       | Jüdischer Friedhof              | Jüdischer Friedhof; 1800 angelegt, letzte Bestattung 1879; dreieckige Friedhofsfläche, seit 1958 mit zentralem heckenumsäumten Rasenplatz mit 2007 erneuertem Gedenkstein versehen - Begründung: geschichtlich - Schutzumfang: Jüdischer Friedhof, Gedenkstein - Denkmaltyp: Gründenkmal | BW              |

## Quelle
- Liste der Kulturdenkmale in Schleswig-Holstein – Kreis Ostholstein (PDF)

- Karte mit allen Koordinaten:
- OSM |
- WikiMap